# 90 Tauri
90 Tauri (90 Tau / c Tauri / HD 29388) es una estrella en la constelación de Tauro de magnitud aparente +4,27.
Es miembro del cúmulo de las Híades y se encuentra a 150 años luz del sistema solar.
90 Tauri es una estrella blanca de la secuencia principal de tipo espectral A6V cuya temperatura efectiva es de 8194 K.
A partir de su diámetro angular —0,58 ± 0,02 milisegundos de arco—, se puede evaluar su radio, resultando ser éste 2,9 veces más grande que el radio solar.
Gira sobre sí misma con una velocidad de rotación de al menos 82 km/s.
No se ha detectado exceso en la radiación infrarroja emitida por 90 Tauri, lo que en principio descarta la presencia de un disco circunestelar de polvo a su alrededor.
Por otra parte, es una estrella brillante en rayos X, siendo su luminosidad en dicha región del espectro de 46 ×1020 W.
En cuanto a su composición elemental, 90 Tauri tiene una metalicidad comparable a la solar, con una abundancia relativa de hierro casi igual a la del Sol ([Fe/H] = -0,03).
Oxígeno, silicio y calcio también presentan niveles cercanos a los solares pero bario y sodio son menos abundantes que en nuestra estrella ([Na/H] = -0,47).
Asimismo, 90 Tauri es una binaria espectroscópica, implicando que las dos componentes están tan próximas entre sí, o tan alejadas de la Tierra, que no pueden ser resueltas visualmente.